# وانگ لیلی (بازیکن بسکتبال)
وانگ لیلی (انگلیسی: Wang Lili؛ زادهٔ ۸ سپتامبر ۱۹۹۲) بازیکن بسکتبال اهل چین است.
وی در مسابقات کشوری و بین‌المللی در مجموع برندهٔ ۱ مدال برنز شده‌است.